# Beatrice Worsley
Beatrice "Trixie" Helen Worsley (18 d'octubre de 1921 - 8 de maig de 1972) va ser la primera científica informàtica del Canadà. Es va doctorar per la Universitat de Cambridge amb Alan Turing i Douglas Hartree com a tutors, el primer doctorat concedit en el que avui es coneixeria com a informàtica. Va escriure el primer programa per executar-se en EDSAC (acrònim provinent de la frase Electronic Delay Storage Automatic Calculator), escriví el primer compilador de Ferranti Mark I de Toronto, va escriure nombrosos articles d'informàtica i va ensenyar informàtica i enginyeria a la Queen's University i a la Universitat de Toronto durant més de 20 anys, abans de la seva mort prematura a l'edat de 50 anys.

## Primers anys
Beatrice va néixer el 18 d'octubre de 1921 filla de Joel i Beatrice Marie (nascuda Trinker). Joel va néixer l'any 1887 en una família obrera a Ashton-Under-Lyne, Manchester. Els avis de Beatrice Marie havien posat en marxa un molí tèxtil a Xia, Mèxic, en la dècada de 1850, i el 1908, Joel i Beatrice Marie es van traslladar a treballar a la planta. La planta va ser destruïda pels rebels al voltant de 1917 i Joel va treballar a El Salto a les fàbriques de CIMSA del grup Rio Grande, i es va convertir en el director general.
Beatrice Marie va tenir un fill el 1920, Charles Robert, i després Beatrice Helen un any després. Tots dos estaven escolaritzats per raons de seguretat, tenint poca interacció amb els seus veïns. El 1929, Joel va traslladar la família a Toronto per oferir una millor escolarització als seus fills. Charles va entrar al Upper Canada College, mentre que Beatrice va començar a Brown Public School, però es va traslladar a Bishop Strachan School el 1935.
Bishop Strachan School va oferir dos itineraris, i Beatrice es va inscriure als cursos de preparació universitària més difícils. Va destacar fins al punt que el director va declarar que era un dels millors estudiants que havien assistit a l'escola. Es va graduar el 1939 amb honors en matemàtiques i ciències, i per obtenir el més alt nivell, va obtenir el Premi del Governador General.

## Estudis de grau
Worsley va guanyar la beca Burnside en Ciències del Trinity College, part de la Universitat de Toronto, i va començar els seus estudis al setembre de 1939. Les seves altes qualificacions li van fer guanyar la primera beca Alexander T. Fulton en Ciències.
En el seu segon any, es va traslladar a la divisió de Matemàtiques i Física, un programa aplicat més que teòric. En el seu tercer any, Worsley va guanyar la Beca James Scott en Matemàtiques i Física. Llicenciada el 1944 en matemàtiques i física, va tenir la distinció d'obtenir la nota més alta de cada classe cada any.

## Servei a la guerra
Immediatament després de la seva graduació, Worsley es va inscriure en el Women's Royal Canadian Naval Service, més conegut com a "Wrens". Després de la formació bàsica a HMCS Conestoga a Galt (avui Cambridge, Ontario), va ser assignada a l'Establiment de Recerca Naval (NRE) a Halifax. Durant la guerra va treballar amb la Royal Canadian Navy en el disseny de torpedes equipats amb ordinadors rudimentaris.
Quan va acabar la guerra, Worsley va ser l'única Wren al NRE que va optar per romandre en servei. El setembre del 1945 va ser ascendida a tinent i va posar en marxa un nou projecte d'investigació sobre la corrosió del casc. Durant l'any següent va passar 150 dies a la mar, molts d'ells al vaixell cercamines tipus Bangor de la NRE, HMCS Quinte, establint un registre per a Wrens que es troba actualment. La major part d'això va tenir lloc durant les terribles condicions de l'hivern Atlàntic canadenc, guanyant-li el respecte de la tripulació fent el es coneixia com a "feina de l'home". Va ser oficialment desmobilitzada a l'agost de 1946.

## Carrera profesional

### Postgrau al MIT

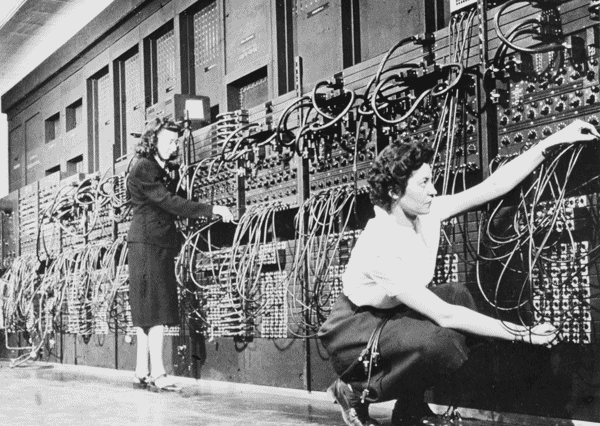
Electronic Numerical Integrator and Calculator (ENIAC) el primer ordinador al món

Immediatament després de deixar el Wrens, Worsley va ser admesa al programa de màster d'un any del MIT en matemàtiques i física. Entre les seves classes es va realitzar un curs de física de l'estat sòlid impartit per László Tisza i un curs sobre amplificadors de retorn i servomecanismes, un àmbit en què el MIT era líder mundial i de Henry Wallman sobre teoria de funcions.
La tesi del seu grau de màster A Mathematical Survey of Computing Devices with an Appendix on Error Analysis of Differential Analyzers es va completar sota la direcció d'Henry Wallman, membre del famós laboratori de radiació del MIT. El treball cobria gairebé totes les màquines informàtiques que existien. Entre les moltes màquines que es van analitzar van ser Harvard Mark I i Harvard Mark II, diverses màquines de càlcul mecànic i electromecànic d'IBM, ordinadors digitals com els ENIAC, EDVAC, la màquina IAS, Whirlwind I i II i EDSAC. L'apèndix cobria una sèrie d'analitzadors diferencials i examinava les seves fonts d'errors. Segueix sent un dels recomptes més detallats de la primera informàtica.

### Centre de computació de Toronto
Després de presentar la seva tesi, Worsley va tornar a Canadà i li va dir a la seva família que el futur era de les computadores. Desafortunadament, no hi havia indústria informàtica al Canadà en aquell moment, i va treballar al departament d'aerodinàmica del National Research Council of Canada (NRC).
A través d'aquest període, la Universitat de Toronto havia establert plans per obrir un departament de computació, tant com a centre d'investigació a la universitat com com a oficina de serveis, llogant temps de les màquines als usuaris comercials i governamentals. El setembre del 1947, els primers fons van ser subministrats per la NRC per comprar dues calculadores mecàniques de targetes perforades d' IBM i dos assistents per executar-les. Worsley es va assabentar de la proposta i va aplicar al càrrec, havent estat al NRC només uns pocs mesos. Es va incorporar al nou departament el gener de 1948.
Un dels seus primers llocs de treball al centre va ser un contracte amb l'Atomic Energy of Canada per proporcionar assistència computacional, juntament amb l'assessorament personal de Kelly Gotlieb i J. Perham Stanley, un altre assistent contractat al mateix temps que Worsley. Durant l'estiu de 1948, va construir un analitzador diferencial de parts Meccano, similar al descrit per Hartree i Arthur Porter el 1935. Sobre aquest analitzador ha sobreviscut poca informació; un segon model, o potser una reconstrucció de l'original, va ser construït pels estudiants el 1951.

### Cambridge
Amb l'analitzador completat, Worsley i Stanley van ser enviats al Regne Unit per aprendre el que podien del disseny EDSAC, que es trobava en construcció al Laboratori de Matemàtiques de la Universitat de Cambridge. Quan van arribar es van trobar la màquina a punt de completar-se i van ajudar a posar-la en línia per a la seva primera prova el 6 de maig de 1949. El primer programa que es va executar amb èxit a la màquina va ser un que Worsley va ajudar a escriure per calcular quadrats, posteriorment va recollir aquest i diversos programes similars en un dels primers treballs sobre el tema, The Demonstration EDSAC.
Al mes següent, es va realitzar una reunió a Cambridge sobre el tema de les màquines informàtiques, i Worsley va preparar un informe sobre el programa que produïa quadrats i un nou que produïa taules de nombres primers. L'informe incloïa resultats de mostra, així com una descripció del codi i com es va executar a la màquina. Això va ser imprès en les actes de la conferència, i va ser retirat anys després per Brian Randell pel seu famós llibre de 1973, The Origins of Digital Computers. Això va fer que Worsley fos molt coneguda en el camp de la computació molt temps després dàquets esdeveniments.
Worsley va començar aleshores el seu doctorat al Newnham College. Mentre treballava al laboratori, va assistir a cursos sobre física quàntica amb Paul Dirac, John Lennard-Jones i Nicholas Kemmer, la teoria de nombres amb Albert Ingham, i potser el més important, l'anàlisi numèrica amb Douglas Hartree. Ella va començar a escriure la seva dissertació sota la supervisió de Hartree, que, de manera coincident, també va supervisar a una altra dona canadenca, Charlotte Fischer.
Enmig d'aquest treball, per motius desconeguts, Worsely va tornar a Toronto i va continuar la seva dissertació sota la direcció del professor de matemàtiques UofT Byron Griffith. Poc després, va ser recreat pel Centre de Computació al juliol de 1951. Hartree va aprovar la dissertació i Worsley va obtenir el seu doctorat el 1952.
El seu treball de tesi, Serial Programming for Real and Idealized Digital Calculating Machines, es considera la primera dissertació de doctorat escrita sobre ordinadors moderns. Incloïa una sèrie de discussions sobre càlculs numèrics en màquines de Turing, així com exemples del món real, especialment EDSAC. A continuació, es descrivien mètodes per reconèixer quines instruccions de la màquina es requerien, i quines es podrien construir mitjançant combinacions d'altres instruccions. Tant Turing com Claude Shannon havien discutit versions idealitzades d'aquest concepte, però la contribució de Worsley era demostrar la manera més eficient de fer-ho, no una solució generalitzada com en el cas de Shannon.

### FERUT i Transcode
Durant l'estiu de 1948, el Centre de Computació es acostar al NRC amb plans de construir una còpia de l'ordinador digital Mark 6 de Bell Labs. Amb la intenció d'anar endavant es van apropar a Northern Electric per obtenir plànols per al disseny, i se'ls va dir que hi haurà una taxa de llicència de 25.000 dòlars (equivalent a 272.034 dòlars l'any 2016). Van tornar a la NRC el març de 1949 per obtenir 50,000 dòlars addicionals per a la llicència i els costos de construcció, però a la NRC va dir-los amb prudència que deixessin aquests plans i construeixin una versió electrònica.
Junts, la universitat i la NRC van planejar un ambiciós programa per construir una computadora de primer nivell que faria servir la NRC, la Junta de Recerca de Defensa i la indústria. Conegut com a UTEC, la construcció va començar el 1951 però ràpidament va sofrir problemes greus a causa de la fiabilitat dels seus sistemes de memòria de tubs de Williams. No va ser fins a finals d'any que el sistema era prou fiable per ser utilitzat. En aquest punt, el centre es va apropar a la NCR per obtenir fons per completar el sistema amb una unitat matemàtica paral·lela.
Davant les dificultats de crear una màquina pròpia, el 1952 es va decidir comprar la Ferranti Mark 1, Worsley va estar al corrent de l'arribada de la màquina, i la va batejar FERUT per "Ferranti Electronic computer at the University of Toronto". La màquina estava operativa a l'estiu, oferint a la UofT una de les computadores més potents del món.
A la tardor de 1953, Worsley i Patterson Hume van començar a desenvolupar un nou llenguatge informàtic per a la màquina conegut com a Transcode. Era similar a l'autocode que Alick Glennie va desenvolupar a la Universitat de Manchester per la mateixa màquina, però va aprofitar diverses notes de disseny del Mark I per produir un llenguatge més ràpid i més fàcil d'utilitzar. Un avantatge important era la conversió de decimal a binari i de tornada, que permetia als programadors introduir números en forma decimal.

### Queen's University
Malgrat les credencials impressionants de Cambridge, una sèrie de articles respectables, i diversos resultats brillants a la indústria, Worsley va ser reiteradament descartada per a la promoció a la Universitat de Toronto. No va ser fins al 1960 que va ser ascendida de simple membre del personal a Professora Titular. El 1962, la Universitat de Toronto va crear l'Institut de Ciències de la Computació. Dos anys més tard, el 1964, la universitat va obrir un programa de postgrau en informàtica i va promoure a Worsley a Professor Titular de física i informàtica. En comparació amb els altres membres dels primers temps del Centre de Computació, es pot dir que va rebre molt menys reconeixement.
El 1965, a Worsley se li va es va oferir un treball a la Universitat de Queen's, iniciant el seu nou Centre d'Informàtica basat en un IBM 1620 que es va reemplaçar per un IBM 360/40 el 1967. A Queen es va dedicar sobre tot a la docència, que és el que li va ocupar la majoria del temps fins a 1971. Al setembre d'aquell any, després de 20 anys en el camp, va fer un any sabàtic al Departament d'Anàlisi Aplicada i Ciència Informàtica a la Universitat de Waterloo. El 8 de maig de 1972, a Waterloo, Worsley patia un atac cardíac mortal.

## Premis
El 2014, Worsley va rebre el premi Lifetime Achievement Award in Computer Science per la Canadian Association of Computer Science.